# Larry Craig
Larry Edwin Craig (Council, 20 luglio 1945) è un politico statunitense.